# W72
O W72 foi uma linha de ogivas nucleares dos Estados Unidos da América. Depois que os mísseis AGM-26 Falcon foram retirados, 300 unidades de ogivas W54 foram reconstruídas em uma configuração melhorada com um rendimento maior e redesignadas W72. Essas ogivas foram nas versões nucleares da AGM-62 Walleye, bomba guiada por televisão do tipo de queda livre. A variante W72 tinha um rendimento por volta de 600 toneladas de TNT ou 0,6 quilotons de TNT.
As 300 unidades de W72 foram produzidas entre 1970 e 1972, e estiveram em serviço até 1979 ou 1980